# Gol Televisión
Gol, anteriorment conegut com a Gol Televisión i Gol T, és un canal de televisió espanyol, que emet a través de la televisió digital terrestre, la televisió per cable i televisió per internet. És propietat de Mediapro.
El dia 14 d'agost de 2009, inicià les emissions, en el canal on abans es rebia el segon canal de laSexta, Hogar 10, quan el govern espanyol va autoritzar els operadors de televisió a oferir TDT de pagament, fet que va ser aprofitat per Mediapro per engegar el nou canal.
Aquesta decisió no ha estat exempta de polèmica. Hom assegura que el procediment d'urgència del decret i la proximitat ideològica entre Jaume Roures, de Mediapro i l'aparell del PSOE impliquen un tracte de favor, fet que critiquen grups com PRISA.
Finalment, el dia 30 de juny de 2015 va tancar el canal a favor de la versió espanyola de Bein Sports, un canal d'Al-Jazeera produït per Mediapro. A la TDT, en canvi, va ser substituït per una nou canal d'Atresmedia anomenat Mega.